# Asplenium dielfalcatum
Asplenium dielfalcatum är en svartbräkenväxtart som beskrevs av Ronald Louis Leo Viane. Asplenium dielfalcatum ingår i släktet Asplenium och familjen Aspleniaceae. Inga underarter finns listade.